# دروازه چیلسونگ
دروازه چیلسونگ (کره‌ای: 칠성문) دروازه شمالی دژ داخلی شهر محصور پیونگ‌یانگ است. این دروازه که در پارک خوش‌منظره مورانبونگ واقع شده است، در اصل در اواسط سده ششم میلادی به عنوان بنای رسمی امپراتوری گوگوریو ساخته شد، در سال ۱۷۱۲ میلادی پادشاه سوکجونگ دستور بازسازی این دروازه را صادر کرد و آن را بازسازی نمود. نام آن به معنای دروازه شمالی است که از دب اکبر واقع در شمال آسمان گرفته شده است.
این دروازه نام خود را (که به معنای «هفت ستاره» است) از هفت ستاره درخشان در صورت فلکی دب اکبر (که با نام دب اکبر نیز شناخته می‌شود) گرفته است. این صورت فلکی در دین سنتی کره مورد احترام بود - برای مثال، بسیاری از معابد بودایی در کره حاوی «زیارتگاه چیلسونگ» یا بنای مشابه دیگری هستند.
دروازه چیلسونگ گنجینه ملی شماره ۱۸ در کره شمالی است.

## ساختار
دیوارهای دروازه در خاکریز تپه ساخته شده‌اند و با سنگ‌های تراشیده شده به شکل دروازه‌ای قوسی شکل، انباشته شده‌اند. دیوارها حدود ۱۰ متر از هم فاصله دارند و دروازه‌بان روی آنها قرار گرفته است. یک دیوار دفاعی و یک دروازه‌بان روی خاکریز وجود دارد. دروازه‌بان دارای سه دهانه با لبه‌های شیروانی تکی به ابعاد ۷٫۳۸ متر در جلو و دو دهانه در عقب به ابعاد ۴٫۳۶ متر است. ستون‌هایی در اطراف دروازه‌بان وجود دارد که دهانه میانی را برجسته می‌کند. کف آن چوبی است. دروازه‌بان شامل یک اتاق بزرگ است که سقف آن بدون هیچ تیری نگه داشته شده است.